# Time Machine (canção de Girls' Generation)
"Time Machine" é uma canção do girl group sul-coreano Girls' Generation. Faz parte do álbum recompactado Girls' Generation: The Boys.

## Lançamento
A canção foi incluída no primeiro álbum recompactado em japonês do grupo, Girls' Generation: The Boys, sendo lançada em 28 de dezembro de 2011.
O primeiro vídeo teaser de "Time Machine" foi lançado em 24 de fevereiro de 2012, e um segundo teaser foi lançado em 11 de março. O vídeo musical completo foi lançado em 13 de março de 2012. O videoclipe foi gravado em HD.

## Vídeo musical
O vídeo musical foi lançado em 13 de março de 2012. Ele começa com um telefone tocando, e então mostra as nove integrantes em diferentes lugares, como Taeyeon sob uma treliça de rosas e Jessica sentada em um carro. Depois que o título da canção aparece, a música começa. No refrão, as nove integrantes aparecem juntas em uma sala cheia de relógios de diferentes tamanhos, bem como são feitos close-ups dos rostos das garotas. O vídeo termina com Yoona chorando e correndo em direção à câmera.

## Desempenho nas paradas
| Parada                  | Melhor posição |
| ----------------------- | -------------- |
| Billboard Japan Hot 100 | 14             |